# 스가네촌
스가네촌(須金村)은 야마구치현 쓰노군에 있던 촌이다. 

## 역사
- 1889년 4월 1일 - 정촌제 시행에 의해 2촌의 구역을 가지고 성립하였다.
- 1955년 7월 20일 - 스가네촌이 분할해  일부 구역이 쓰노정과 합병해 새로운 쓰노정이 성립, 잔부는 가노정에 편입, 동일 스가네촌은 폐지되었다.

## 참고문헌
- 大日本篤農家名鑑編纂所編『大日本篤農家名鑑』大日本篤農家名鑑編纂所、1910年。
- 『角川日本地名大辞典 35 山口県』。